# Emin Ağalarov

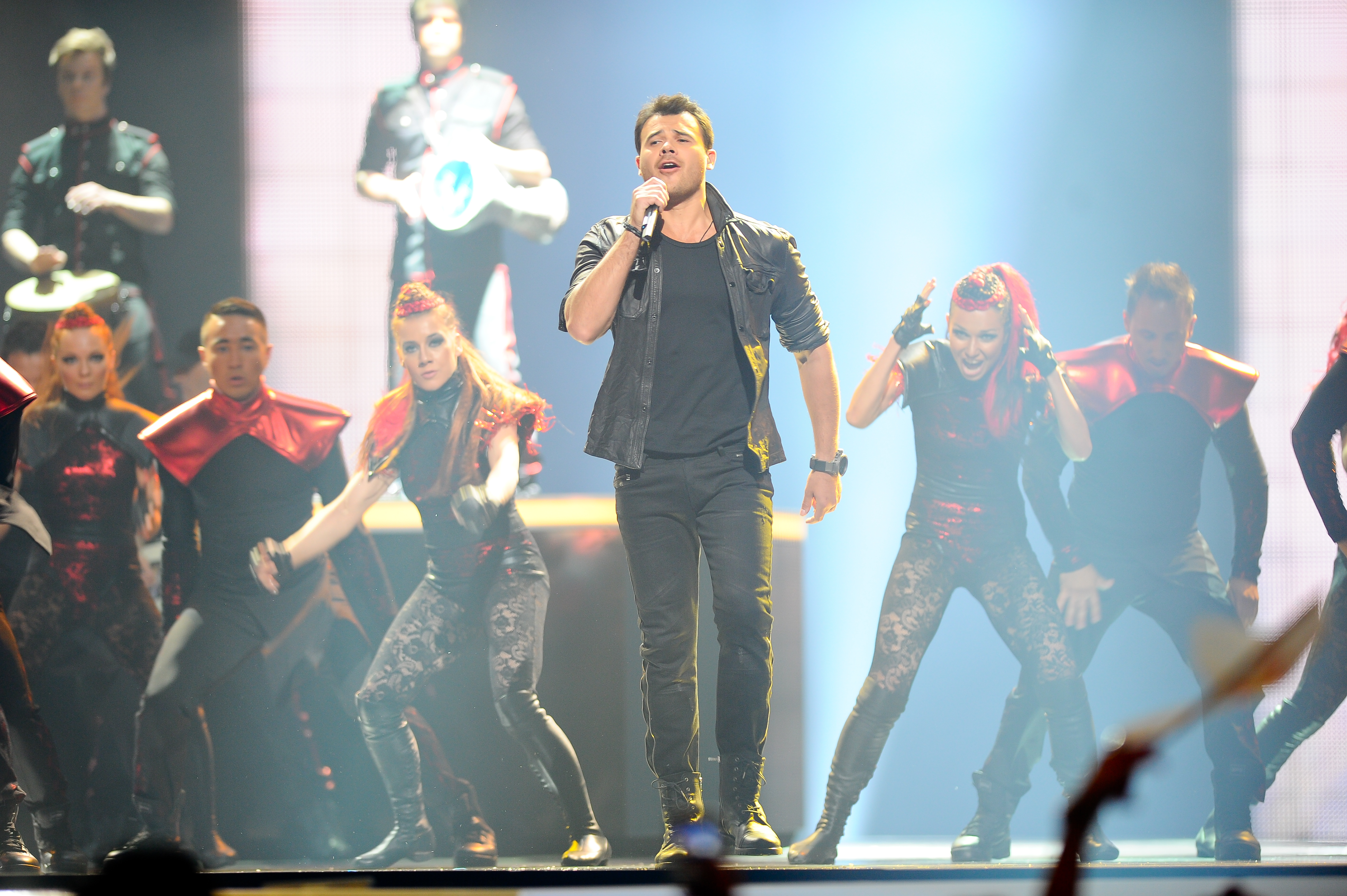
Emin tijdens de finale van het Eurovisiesongfestival 2012.

Emin Araz oğlu Ağalarov (Bakoe, 12 december 1979) is een Azerbeidzjaans zanger en zakenman, die vaak ook enkel bij zijn voornaam Emin wordt aangeduid. Emin kwam in 2017 wereldwijd in het nieuws door de e-mailwisselingen tussen zijn vertegenwoordiger en Donald Trump jr..

## Biografie
Emin werd geboren op 12 december 1979 in Bakoe, in het huidige Azerbeidzjan. Zijn vader Araz Ağalarov is een bekende Russisch-Azerbeidzjaanse oligarch en eigenaar van de Crocus Group. Emin verhuisde op 4-jarige leeftijd naar Moskou en verhuisde daarna in zijn tienerjaren naar de New Jersey waar hij zijn middelbare school afmaakte. Daarna ging hij naar het Marymount Manhattan College, waar hij Business Management studeerde. Na het behalen van zijn diploma ging Emin terug naar Moskou waar hij vicepresident werd van de Crocus Group.
Emin ging daarnaast ook de muziekwereld in. Hij bracht in 2006 zijn eerste album Still uit. Hij werd een populaire en veelgevraagde zanger in Azerbeidzjan, Rusland en andere GOS-landen. Op 26 mei 2012 trad Emin op tijdens de finale van het Eurovisiesongfestival 2012 als interval act met het nummer Never enough. Na het optreden volgde de internationale uitgave van het album After the thunder. In september 2012 stond Emin in het voorprogramma van het concert van Jennifer Lopez in de Baku Crystal Hall. In juli 2016 organiseerde hij de eerste editie van het jaarlijkse festival Zhara Fest in Bakoe.

## Privéleven
Emin trouwde in 2008 met Leyla Əliyeva, de dochter van de huidige president van Azerbeidzjan İlham Əliyev. Het koppel kreeg een tweeling en adopteerde later een meisje. Əliyeva maakte de scheiding in 2015 bekend. Hij hertrouwde in 2018 met Alyona Gavrilova en kreeg met haar ook een dochter.

## Banden met Donald Trump
In 2012 werd bekendgemaakt dat Miss Universe, het format waarvan Donald Trump de eigenaar is, in 2013 in Moskou zou plaatsvinden. De missverkiezing zou worden gehouden in de Crocus City Hall, de concertzaal waarvan Emin's vader Araz Ağalarov eigenaar is. Als gevolg van de bekendmaking brachten vader en zoon Ağalarov een bezoek aan Trump in Las Vegas in januari 2013. Emin presenteerde de missverkiezing in november 2013 en trad tevens op. Ook werd de videoclip voor het nummer In another life opgenomen, waarin zowel Donald Trump als alle deelnemers aan de missverkiezing in te zien waren. Emin, zijn vader en German Gref organiseerde een diner voor Trump tijdens zijn verblijf in Moskou.
In juni 2016 hielp Emin om Donald Trump jr., Jared Kushner en Paul Manafort in contact te laten komen met de Russische advocaat Natalja Veselnitskaja, die gevoelige informatie zou hebben over Hillary Clinton.

## Discografie

### Albums
- Still (2006)
- Incredible (2007)
- Obsession (2008)
- Devotion (2009)
- Wonder (2010)
- After the thunder (2012)
- Na krajoe (2013)
- Amor (2014)
- The falling 8 (2015)
- Love is a deadly game (2016)

- Gemeinsame Normdatei: 1027479383
- MusicBrainz: 97570158-1dc3-4c14-bd67-ccfe9302dc83
- Virtual International Authority File: 274392958